# Емпирическо изследване
Емпирично изследване (също емпирическо изследване) е научно изследване, което се основава на някакъв емпиричен научен метод.
Думата емпиричен произолиза от старогръцки: ἐμπειρία [емпирия] и в превод означава „сетивно усвоен опит“ – т. е. някакъв личен опит, който сме възприели обективно чрез сетивата си (зрение, слух, обоняние, вкус, осезание, равновесие). Следователно, емпиричните методи са всички ония методи, при които изследваме нещо с помощта на сетивата си. Примери са: наблюдение, реален експеримент, интервю, въпросник, отчитане на мирис или вкус, измерване на реакционно време, анализиране на местоположение с геопозиционни данни, анализ на тон и др. За разлика от тях, съществуват и неемпирични методи – например: логика, херменавтика, диалектика, мисловен експеримент, феноменология като методи във философията, теологията, литературознанието. Тези неемпирични методи не събират обективни данни, които могат да се видят, чуят, помиришат, вкусят, пипнат и т. н., ами се основават единствено върху размишленията на изследователя; съответно резултатите на едно изследване с такива методи не могат да се проверят от другиго, не могат да се възпроизведат, та да се провери до колко са обективни и дали наистина съществуват. След като не може да се проверят, то тяхната достоверност е въпросна. Съвременната наука затова използва само емпирични методи, а философията се възприемат по-скоро като метанаука, която формулира логически стандарти за отделните науки.
Емпиричните методи представляват систематично и целенасочено събиране на данни чрез сетивата (например, методът наблюдение чрез зрението). Систематичната процедура означават, че тези данни се събират под определени, ясно дефинирани условия, а не безразборно (има система/набор от условия и критерии, кои данни са пригодни за отговарянето на нашия научен въпрос и кои не). Например, ако изследваме поведението на коне и ги наблюдаваме и водим записки, но изведнъж се изпречи пред очите ни един заек, естествено, въпреки че нашето зрение го е видяло, то той не трябва да се впише в протокола с наблюденията ни, защото не отговаря на нашите критерии за пригодност; наблюдението на заека е непригодно да отговорим нашия научен въпрос относно поведението на конете, вписването на това наблюдение в протокола би било нецеленасочено, затова трябва да се игнорира).
По този начин емпиричните методи водят до обективни резултати, тъй като всеки учен може да провери резултатите на друг учен, дали са верни, като проведе същото изследване при същите условия и наблюдава същите резултати.
Емпиричните изследвания се основават на сетивно възприемаем опит (емпирия). За тази цел, от дадена теория се извеждат ясно формулирани твърдения (хипотези) чрез дедукция и индукция и после хипотезите се проверяват чрез сетивата ни в експерименти, наблюдения, интервюта и т. н. 
Дали знанието, основано на опита, може да бъде проверено чрез логическа индукцията, или е просто фалсифицируемо, се изследва във философията на науката.
Понятието експериментален метод често пъти се ползва като синоним на емпиричния метод, но това е неточно, доколкото експерименталният метод е тясно дефиниран вид емпиричен метод, при който изследователят добива данни чрез контролирана манипулация на променливи, наблюдавайки настъпващите изменения.

## Емпиричен цикъл
Адриан де Гроот теоретизира цикъла на емпиричното знание в пет последователни етапа:
1. Наблюдение: Наблюдение на природен феномен за формиране на хипотеза.
2. Индукция: Формулиране на хипотеза.
3. Дедукция: Умозаключения относно последствията от хипотезата под формата на проверяеми прогнози.
4. Проверка: Тестване на хипотезата с нов емпиричен материал.
5. Оценка: Оценяване на резултатите от проверката.